# Chrysolarentia mecynata
Espèce
Chrysolarentia mecynata est une espèce de lépidoptères (papillons) de la famille des Geometridae et qui se rencontre en Australie.